# آکدالایت
آکدالایت (به انگلیسی: Akdalaite) یک کانی بسیار کمیاب است که معمولاً در کشور قزاقستان یافت می‌شود و فرمول آن 5 Al 2 O 3 · H 2 O است. در گذشته اعتقاد بر این بود که فرمول آن 4 Al 2 O 3 · H 2 O است. بنابراین آکدالایت کنونی همان تکمیل مرحله تولید مصنوعی است. مطالعات در مورد ساختار بلوری و طیف‌ها نشان می‌دهد که این کانی یک هیدروکسید اکسید آلومینیم است.